# Operace Damokles
Operace Damokles byla tajná kampaň izraelské zpravodajské služby Mosad z let 1962 a 1963, zacílená proti německým vědcům a technikům, dříve pracujícím v raketovém programu nacistického Německa, kteří v Egyptě vyvíjeli rakety ve vojenské základně, známé jako továrna 333. Podle Otto Joklika, rakouského vědce, zapojeného do tohoto projektu, byly vyvíjené rakety konstruovány tak, aby mohly nést radioaktivní odpad.
Hlavní taktikou operace Damokles byly dopisové bomby a únosy. Po veřejném odhalení některých aspektů operace požadoval tehdejší izraelský premiér David Ben Gurion v březnu 1963 rezignaci ředitele Mosadu, Isera Har'ela, čímž operace fakticky skončila. Jak vlastní operace, tak diplomatický tlak nakonec vyhnal vědce z Egypta ke konci roku 1963.

## Egyptský raketový program
Egyptský prezident Gamál Násir se nechtěl v případě raket spoléhat na Západ či Sovětský svaz, jelikož takový postup by nebyl konzistentní s egyptskou politikou nepřiklánění se ani k jedné straně Studené války. Vlastní raketový program tak představoval jedinou možnost, díky níž by se mohl Egypt technologicky vyrovnat svému dlouholetému nepříteli – Izraeli. V té době byla raketová technologie na Blízkém východě nedostatkovým zbožím, a tak se Egypt musel poohlédnout po materiálech a odborných znalostech v evropských zemích. Materiál a lidské zdroje Egyptu zprostředkoval egyptsko-švýcarský překupník se zbraněmi Hasan Sajid Kamil, přičemž oboje pocházelo ze Spolkové republiky Německo a Švýcarska, tedy zemí, jejichž zákony zakazovaly poskytování zbraní blízkovýchodním zemím. Mnoho západoněmeckých vědců pracovalo během druhé světové války v raketovém programu nacistického Německa na vývoji rakety V-2 v Peenemünde a někteří pracovali v poválečném období ve francouzském raketovém programu.
Egyptský raketový program upoutal světovou pozornost úspěšným testem rakety v červenci 1962 a následným představením dvou nových typů raket v ulicích Káhiry. Příliv raketových expertů ze Spolkové republiky do Egypta poškodil izraelsko-německé vztahy, nicméně nedošlo k přerušení vyplácení reparací a zasílání tajných dodávek zbraní ze Spolkové republiky do Izraele. Izrael byl v souvislosti s raketovým programem silně znepokojen zejména poté, co roztrpčený rakouský vědec, podílející se na projektu, předal izraelským tajným službám informaci, že se Egypťané pokouší rakety vybavit radioaktivním odpadem a pracují na výrobě jaderných hlavic. V polovině srpna téhož roku se Mosadu podařilo získat dokument psaný německým vědcem Wolfgangem Pilzem, detailně popisující jisté aspekty továrny 333, počet doposud vyrobených raket (celkem 900) a konečně slabší důkazy, že existují plány na výrobu hlavic pro použití chemických a biologických zbraní. Aby získal podporu izraelské veřejnosti, rozšířil ředitel Mosadu informaci, že němečtí vědci v Egyptě vyvíjí hrozivé zbraně.

## Útoky na německé vědce
Hlavní taktikou používanou proti vědcům byly dopisové bomby a únosy. Jejich rodinám bylo vyhrožováno násilím, s cílem přesvědčit tak vědce k návratu do Evropy. Mosad pro operaci poskytl malou operativní jednotku, vedenou budoucím izraelským premiérem Jicchakem Šamirem, ale jelikož v té době ještě postrádal operační divizi, využil k provedení útoků především jednotky zpravodajské služby Šin Bet (Šabak). Součástí operace byly následující akce:
- Balík, zaslaný raketovému vědci Wolfgangu Pilzovi, explodoval 27. listopadu 1962 při otevření v jeho kanceláři a zranil sekretářku.[3][9]
- Balík, poslaný do raketové továrny Heliopolis zabil 5 egyptských pracovníků.[2]
- V německém městě Lörrach byl proveden pokus o atentát na západoněmeckého profesora, který sháněl pro egyptský raketový program elektroniku. Střelec však minul a uprchl v autě.[3]
- V září 1962 zmizel Heinz Krug (49), šéf mnichovské společnosti, dodávající do Egypta vojenskou výzbroj. Předpokládá se, že byl zavražděn.[6] Krug byl ředitelem nastrčené egyptské společnosti, operující z Mnichova, která byla zapojená do výroby egyptských raket.[4]
- V únoru 1963 byl proveden útok na raketového vědce Hanse Kleinwachtera, který v minulosti pracoval na projektu V-2. Pokus o atentát však nevyšel v důsledku selhání zbraně.[4]

## Veřejné odhalení operace
Ve Švýcarsku byli zatčeni dva agenti Mosadu (Izraelec Josef Ben Gal a Rakušan Otto Joklik) kvůli vyhrožování Heidi Goerckeové, dceři západoněmeckého vědce Paula-Jense Goerckeho, experta na elektronické navádění z továrny 333. Nařídili jí přesvědčit otce k návratu do Spolkové republiky, přičemž jí vyhrožovali. Oba byli uvězněni za vyvíjení nátlaku a ilegální jednání jménem cizího státu. Švýcarská vyšetřování odhalila, že oba zmínění byli rovněž zapleteni do únosu Kruga a pokusu o atentát na Kleinwachtera. Jejich uvěznění způsobilo v Izraeli skandál. Izrael veřejně popřel tato nařčení a tvrdil, že jeho agenti použili pouze metody „nenásilného přesvědčování“.

## Rezignace Isera Har'ela
Operace Damokles skončila, když tehdejší izraelský premiér David Ben Gurion požadoval přerušení akcí Mosadu v obavě nad jejich důsledky na izraelsko-německé vztahy. Tehdejší ministryně zahraničí Golda Meirová a izraelští diplomaté, snažící se vybudovat vztahy mezi Spolkovou republikou a Izraelem, kvůli útokům zuřili. Har'el byl donucen rezignovat a jeho nástupce Me'ir Amit prohlásil, že Har'el přecenil riziko, představované egyptským raketovým programem. Na protest proti Har'elovu odejití rezignoval Jicchak Šamir a několik jeho kolegů. Premiér Ben Gurion opustil svůj úřad o tři měsíce později.
Kombinace hrozeb smrtí a diplomatický tlak nakonec ke konci roku 1963 úspěšně vedla k vypuzení vědců z Egypta. V roce 1967 se egyptský raketový program zcela zastavil a Egypt se obrátil na Sovětský svaz, který mu dodal rakety Scud B.